# 3 aC

## Naixements
- 24 de desembre: Galba, emperador romà entre el 68 i el 69 en què morir.[1]